# 盧海天
盧海天（英語：Lo Hoi Tin，—2003年4月），別號謙哥，粵劇文武生，祖籍廣東東莞（ 根據《澳門日報》提供的資料 ）。
盧海天曾經是「日月星劇團」的主帥，與曾三多、譚秀珍、車秀英、王中王等演出粵劇《七劍十三俠》及《五鼠鬧東京》等，20世紀60年代移居美國西雅圖，與黃超武合資在美國舊金山經營「金漢酒樓」。

## 盧海天的家庭
- 盧海天的前任妻子是譚秀珍，與胞姐譚秀芳均是粵劇花旦，擅長武戲，曾在薛覺先的劇班任上海妹的副手[4][5]。
- 盧海天在1965年與已故粵劇丑生桂名揚的遺孀區楚翹結婚，媒人是新娘的母親關影憐[6]。
- 盧海天的第9位兒子是盧冠廷（原名盧國富，不是譚秀珍所生）[7]。他是盧海天的唯一嫡子（合法兒子）及任職娛樂圈，其他兒子都是商人[8]。
- 盧海天的大嫂是香港電影女明星白燕；
- 盧海天的徒弟是導演陳少鵬[3]。

## 部分盧海天的電影
1. 粵語愛情文藝電影：《女兒香》(1939年8月)，擔任監制及演員；
2. 粵語文藝電影：《紐約唐人街碎屍案》(1961年12月)，飾演陳士培。
3. 粵語文藝電影：《好女十八嫁》(1954年3月)，飾演張德文；
4. 粵劇電影：《新封神榜》(1953年7月)，飾演殷郊；
5. 粵劇電影：《關公守華容 劉備過江招親》(1957年3月)，飾演趙子龍；
6. 粵劇電影：《司馬相如》(1957年5月)，飾演唐蒙；
7. 粵劇電影：《豬八戒招親》(1957年8月)，飾演大九郎；
8. 粵劇電影：《妙善公主》(1957年8月)，飾演大駙馬；
9. 粵劇電影：《蘇后解紅羅 天齊寺會母(上集)》(1957年10月)，飾演張任；
10. 粵劇電影：《蘇后解紅羅 天齊寺會母(下集)》(1957年11月)，飾演張任；
11. 粵劇電影：《紅鸞喜》(1957年12月)；
12. 粵劇電影：《戰地笳聲海棠紅》(1958年6月)，飾演玉棠王子；
13. 粵劇電影：《方世玉怒打乾隆皇》(1958年7月)，飾演周日青；
14. 粵劇電影：《方世玉三打乾隆皇》(1958年7月)，飾演周日青；

## 外部連結
- 香港電影資料館：盧海天參予電影的記錄[永久]
- 香港影庫：盧海天 （页面存档备份，存于）
- 盧海天的時裝演出片斷侵犯版權?